# Salvatore Paruzzo
Salvatore Paruzzo (Montedoro, 15 ottobre 1945) è un vescovo cattolico italiano, dal 19 maggio 2021 vescovo emerito di Ourinhos.

## Biografia
Nato da una famiglia di cattolici praticanti, dopo gli studi filosofici e teologici presso il seminario vescovile di Caltanissetta, il 29 giugno 1969 è stato ordinato sacerdote. Fu inizialmente viceparroco nella chiesa di Santa Lucia di Caltanissetta, parroco a Santa Barbara di Caltanissetta, arciprete parroco di Montedoro, arciprete parroco di Mussomeli.
Missionario fidei donum in Brasile dal 1979, a Piracicaba, Santa Barbara do Este, rettore del seminario, alla Mariapoli Ara celi di Vargem Grande Paulista, assistente sacerdotale, redattore della rivista Comunione e di Città Nuova.

### Ministero episcopale
Il 30 dicembre 1998 è stato nominato primo vescovo di Ourinhos; ha ricevuto l'ordinazione episcopale il 19 marzo 1999 dall'arcivescovo Antonio Maria Mucciolo, coconsacranti i vescovi Alfredo Maria Garsia e Francisco Manuel Vieira.
Ha costruito il seminario diocesano e la curia vescovile. Nel 2001 ha compiuto la visita pastorale della sua diocesi che si è conclusa con la celebrazione del primo congresso eucaristico diocesano dal 1º all'8 luglio 2001.
Il 19 maggio 2021 papa Francesco ha accolto la sua rinuncia per raggiunti limiti d'età; gli è succeduto Eduardo Vieira dos Santos, fino ad allora vescovo ausiliare di San Paolo.

## Genealogia episcopale
La genealogia episcopale è:
- Cardinale Scipione Rebiba
- Cardinale Giulio Antonio Santori
- Cardinale Girolamo Bernerio, O.P.
- Arcivescovo Galeazzo Sanvitale
- Cardinale Ludovico Ludovisi
- Cardinale Luigi Caetani
- Cardinale Ulderico Carpegna
- Cardinale Paluzzo Paluzzi Altieri degli Albertoni
- Papa Benedetto XIII
- Papa Benedetto XIV
- Papa Clemente XIII
- Cardinale Marcantonio Colonna
- Cardinale Giacinto Sigismondo Gerdil, B.
- Cardinale Giulio Maria della Somaglia
- Cardinale Carlo Odescalchi, S.I.
- Cardinale Costantino Patrizi Naro
- Cardinale Lucido Maria Parocchi
- Papa Pio X
- Cardinale Gaetano De Lai
- Cardinale Raffaele Carlo Rossi, O.C.D.
- Cardinale Amleto Giovanni Cicognani
- Arcivescovo Carmine Rocco
- Arcivescovo Antonio Maria Mucciolo
- Vescovo Salvatore Paruzzo